# K2-18b
K2-18b，也稱為EPIC 201912552 b，是圍绕紅矮星K2-18運行的一顆系外行星，距離地球124光年（38秒差距）。這顆行星最初是用克卜勒太空望遠鏡發現的，質量大約是地球的八倍，因此被歸類為超級地球或迷你海王星，也可以被認為是海行星，它在恆星的適居帶內，軌道週期約為33天。
2019年兩項獨立的研究，結合了克卜勒太空望遠鏡、史匹哲太空望遠鏡和哈伯太空望遠鏡的數據，得出其大氣中存在大量水蒸氣的結論，這是在適居帶內系外行星第一次的發現。但2024年詹姆斯·韋伯太空望遠鏡的觀察沒有發現水。
2024至2025年間有些研究者主張在其大氣中偵測到的大量二甲硫醚和氯甲烷顯示此行星可能有生物，因為地球上大氣中的二甲硫醚大多來自海洋浮游植物。但也有可能顯示該行星的環境和地球非常不同，有其他無生物的化學反應能夠合成這些成份。有研究者稱其為目前最重大的外星生命證據，但其他科學家反對此說，指出有其他不需要生命的化學反應也可以產生二甲硫醚 。

## 發現
K2-18b是在第二階段（K2）任務期間，發現並被確認的1,200多顆系外行星之一。K2-18b是在2015年發現的，它圍繞著一顆距離地球大約124光年（38秒差距），其恆星光譜類型為M2.8的 紅矮星（現在稱為K2-18）運行。這顆行星是通過恆星光度曲線的變化檢測出來的，這些變化是由從地球看到的凌星現象，即行星從恆星前面經過引起的光度衰減。。因為它是在K2任務期間發現的第十八顆行星，所以這顆行星被命名為"K2-18b"。預測這顆行星與其主星之間相對較低的對比度，將使未來更容易觀察到K2-18b的大氣層。
在2017年，來自史匹哲太空望遠鏡的數據證實，K2-18b在K2-18周圍的適居帶軌道上，週期為33天，短到足以觀測多個K2-18b的軌道週期，並提高信號的統計意義。這導致了持續對K2-18b觀測的廣泛興趣。
後來使用高精度徑向速度行星搜索器（HARPS）和的卡拉阿托近紅外和光學高解析度Echelle光譜儀搜索帶有系外地球（Exoearth）的M矮星（CARMENES）進行觀測，還發現了可能的第二顆系外行星K2-18c，估計質量為5.62±0.84 M⊕，並在更緊密的週期僅9天軌道上，但是這顆額外的行星尚未得到證實，而可能只是由於恆星活動造成的假象。

## 位置
K2-18在獅子座，但在獅子造型的星群之外。當首次被發現時，K2-18與地球的距離估計為110光年（34秒差距）。然而，來自蓋亞任務數據更精確的星圖工程（star mapping project）顯示K2-18的距離為124.02正負0.26光年（38.025正負0.079秒差距）。這種距離測量的改進有助於更進一步了解系外行星系統的性質

## 物理特性
K2-18b的繞行K2-18的軌道距離大約是0.1429 AU（21.38 × 106 km），它位於這顆紅矮星計算的適居區內0.12—0.25 AU（18—37 × 106 km）。這顆系外行星的軌道週期約為33天，這表明它是潮汐鎖定，永遠以相同的一面朝向主星。由於其恆星輻照度約為地球的94%，估計這顆行星的平衡溫度在265正負5 K（−8正負5 °C；17正負9 °F）。基於使用HARPS和CARMENES儀器的分析以及史匹哲太空望遠鏡的後續觀察，K2-18b的半徑估計為2.279±0.025 R⊕，質量為8.63±1.35 M⊕。最初，在2015年發現時，它被認為是迷你海王星，但改進的數據已將K2-18b歸類為超級地球。在2019年之後的一項研究，將這顆行星歸類為次海王星。 
- 藝術家對K2-18星系統的印象

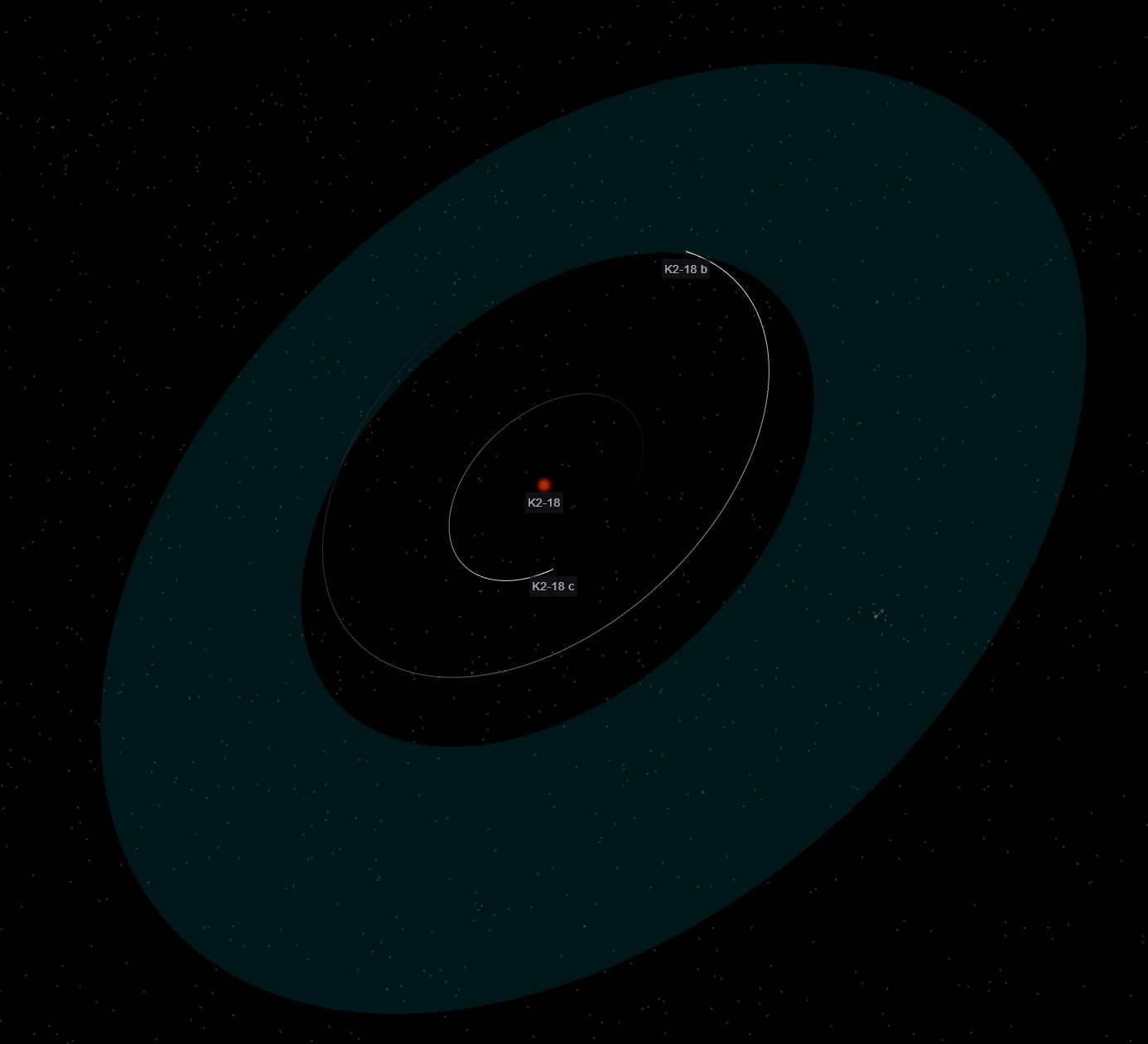
K2-18行星系統圖，顯示了K2-18b和未經證實的候選者K2-18c的軌道，以及恆星的適居帶

## 行星大氣層
將K2-18b的大小、軌道和其它特徵與其它被探測到的系外行星進行比較表明，該行星除了可以支持氫和氦之外，大氣層還含有其它的氣體。 
使用哈伯太空望遠鏡進行了進一步的研究，證實了“克卜勒”和“史匹哲”觀測的結果，並允許對行星大氣層進行額外量測。蒙特利爾大學和倫敦大學學院（UCL）的研究人員，於2019年各自發表對哈伯數據獨立的分析。兩者都研究了在凌日期間穿過行星大氣層的星光光譜，發現K2-18b的氫-氦大氣中含有高濃度的水蒸氣，其範圍可能介於0.01%至12.5%之間，最高可達20%至50%，具體取決於大氣中存在的其他氣體種類。在較高的濃度水准下，水蒸氣量高到足够形成雲。倫敦大學學院領導的研究於2019年9月11日發表在“自然天文學”雜誌上；由蒙特利爾大學領導的這項研究提前一天發佈在預印本伺服器arXiv.org上，後來發表在“天文物理期刊函件”上。UCL領導的分析檢測到水的統計顯著性為3.6標準偏差，相當於可信度為99.97%
這是在恆星適居區內探測到大氣層的第一顆超級地球系外行星，以及在適居區系外行星中首次發現水。以前只曾在非適居區的系外行星大氣層中檢測到水，如HD 209458 b、XO-1b、WASP-12b、WASP-17b和WASP-19b。
天文學家強調，在K2-18b的大氣層中發現水並不意味著這顆行星可以維持生命，甚至可以居住，因為它可能缺乏任何固體表面或可以支撐生命的大氣層。然而，在適居的系外行星中發現水有助於理解行星是如何形成的。由劍橋大學的天文學家領導的一項研究，考慮了該行星的內部結構，並發現了一系列可能的解決方案，從一個有厚厚氫包層的岩石核心到一個主要由水和較薄大氣組成的行星。儘管溫度和壓力高於STP，這些解決方案的一個子集可以在地球表面形成液態水。預計K2-18b現在將由2021發射的詹姆斯·韋伯太空望遠鏡和定於2029年發射的ARIEL太空望遠鏡進行觀測。這兩個衛星都將攜帶旨在確定系外行星大氣組成的儀器。
2020年行星光譜的詳細模擬表明，以前歸因於水的1.4μm吸收帶實際上可能是由於甲烷。對於較冷（低於600K）的行星，水蒸氣光譜特徵不會占主導地位。
在2021年，進一步認為，所謂的水吸收光譜特徵可能來自母恆星的時變星斑，而不是行星大氣。

## 外部連結
- Benneke, Björn;  et al. . 2019. S2CID 209324670. arXiv:1909.04642 . doi:10.3847/2041-8213/ab59dc.
- K2-18 b Confirmed Planet Overview Page （页面存档备份，存于）, NASA Exoplanet Archive（英语：NASA Exoplanet Archive）